# Ford Capri
Para otros usos, véase Ford Capri (desambiguación).
El Ford Capri es un modelo de turismo de la compañía fabricante de automóviles Ford. Se trata de un cupé deportivo producido desde el 14 de diciembre de 1968 hasta el 19 de diciembre de 1986 por Ford Europa. Utilizando componentes mecánicos del Ford Cortina y destinado a ser el equivalente europeo del Ford Mustang, el Capri pasó a ser un coche muy exitoso para Ford, y vendió casi 1,9 millones de unidades en su vida.
Durante el desarrollo, el proyecto fue nombrado como Colt, pero Ford no pudo usar ese nombre debido a que ya estaba registrado por Mitsubishi. El Ford Capri fue importado a EE. UU. como el Mercury Capri.

## Primera generación (1969-1974)

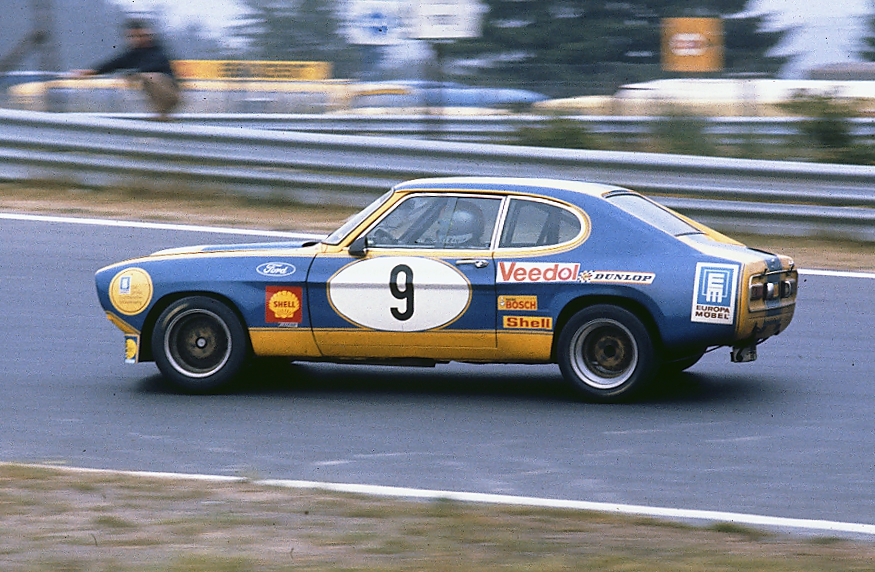
Hans Heyer en 1973 con un Ford Capri en Nürburgring

Fue presentado en enero de 1969 en el Salón del Automóvil de Bruselas y sus ventas empezaron al mes siguiente. La intención era reproducir en Europa el éxito que Ford había tenido en los USA con el Ford Mustang; así Europa podía tener su propio pony car. Estaba basado en la mecánica del Cortina y construido en las plantas inglesas de Dagenham y en Halewood, la planta de Genk en Bélgica, y las plantas alemanas de Saarlouis y de Colonia.
Ford quería que el Capri «Mk I» fuera asequible para un amplio espectro de potenciales compradores. Para ayudar a que ello fuera posible, estaba disponible en una gran variedad de motores. Las fábricas inglesas y alemanas producían diferentes motores. El modelo continental usaba el motor Ford Taunus V4 con cilindradas de 1.3, 1.5 y 1.7 litros, las versiones de Reino Unido estaban motorizadas por el motor Kent con 4 cilindros en línea con cilindradas de 1.3 y 1.6 litros. El motor V4 Essex 2.0 (construido en Reino Unido) y el V6 Cologne 2.0 (construido en Alemania), fueron los top de gama de esa época al principio, pero al final del año se introdujeron nuevas versiones deportivas: el 2300 GT en Alemania, que usaba un carburador de doble cuerpo y entregaba una potencia de 125 CV (123 HP; 92 kW); y en septiembre de 1969 se introdujo el 3000 GT en el Reino Unido, con el motor V6 Essex, con una potencia de 138 CV (136 HP; 101 kW).
Bajo la nueva carrocería, el tren de rodaje era familiar para alguien que hubiese trabajado con los 1966 Cortina.
La respuesta inicial del coche fue bastante favorable. En junio de 1970, en la edición del Monthly Driver's Gazette, el probador de coches Archie Vicar escribió acerca del cambio de marchas que era «... muy al estilo de Ford pero no muy alegre». En la misma noticia, Vicar resumió el coche como sigue: «Quizás con un poco más de trabajo, puedan darle al coche un tacto y comportamiento más europeo y alejarse del modelo americano».
El modelo siguió ampliano su gama, con otra versión del 3.0, el Capri 3000E fue presentado por la planta de Reino Unido en marzo de 1970, ofreciendo «un interior más lujoso».
En abril de 1970, Ford empezó a vender el Capri fuera de Europa, concretamente en Norteamérica, Sudáfrica y en Australia. Esas versiones que se vendían equipadas del motor Kent 1.6, aunque en 1971 pasó a venderse el modelo con el motor Ford Pinto con un cilindrada de 2.000 c.c. en un motor de 4 cilindros en línea. Todas las versiones norteamericanas tenían un morro diferente específico de esa zona. No llevaban el logotipo de Ford, dado que el Capri se vendía por distribuidores de Mercury y se promocionaba como el «europeo sexy».
En septiembre de 1971, se presentó un nuevo motor modificado a partir del Cologne V6 con 2637 cm³ (2,6 L; 160,9 plg³) ensamblado por Weslake con culata de aleación ligera. Dicho motor iba para el Capri RS2600. Como diferencia, este modelo usaba un sistema de inyección Kugelfischer para incrementar la potencia a 150 CV (148 HP; 110 kW) y se convirtió en la base para el RS2600 del Grupo 2 de rallys para el campeonato europeo. El RS2600 también recibió una suspensión modificada, una caja de cambios con relaciones más cortas, paneles de carrocería más ligeros, frenos de disco ventilados y llantas de aleación. La versión que montaba el motor de 2.6 L fue cambiada a la versión DeLuxe 2600 GT, con un cilindrada de 2550 cm³ (2,6 L; 155,6 plg³) y un carburador de doble cuerpo Solex. El alemán Dieter Glemser ganó el campeonato de rallys de 1971, mientras que su compatriota Jochen Mass hizo lo mismo en 1972, ambos con dicho coche.
El primer Ford Special de este modelo fue el Capri Vista Orange Special. El Capri Special se presentó en noviembre de 1971 y estaba basado en el 1600 GT y el 2000 GT. Sólo estaba disponible en color naranja y se entregaba con un alerón y la luna trasera en forma de persiana, un guiño directo a los Mustang de la época.  El Special tenía también algunos extras diferentes opcionales, como la radio por botones, cinturones de inercia y luna trasera calefactada, entre otros. Solo se fabricarían 1200 unidades del Vista Orange Capri.
Una de las últimas ediciones limitadas del Capri I original que salieron, era una versión que se entregaba en color verde metalizado o en negro con un interior rojo, además de tener más extras, como asientos de cuero, lunetas laterales traseras practicables, y techo de vinilo.

### Renovación de la primera generación

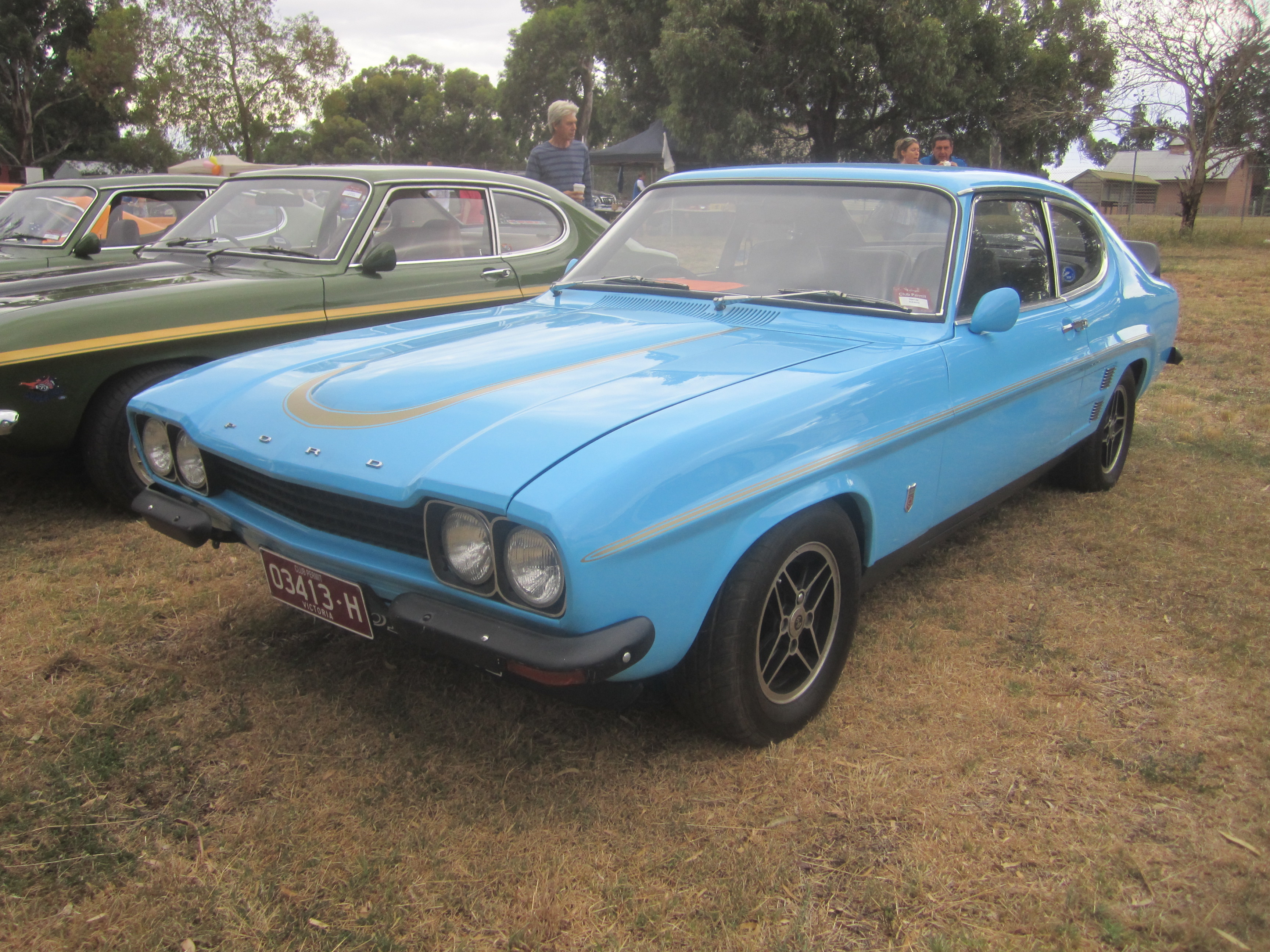
Ford Mk I Capri RS3100 de 1973

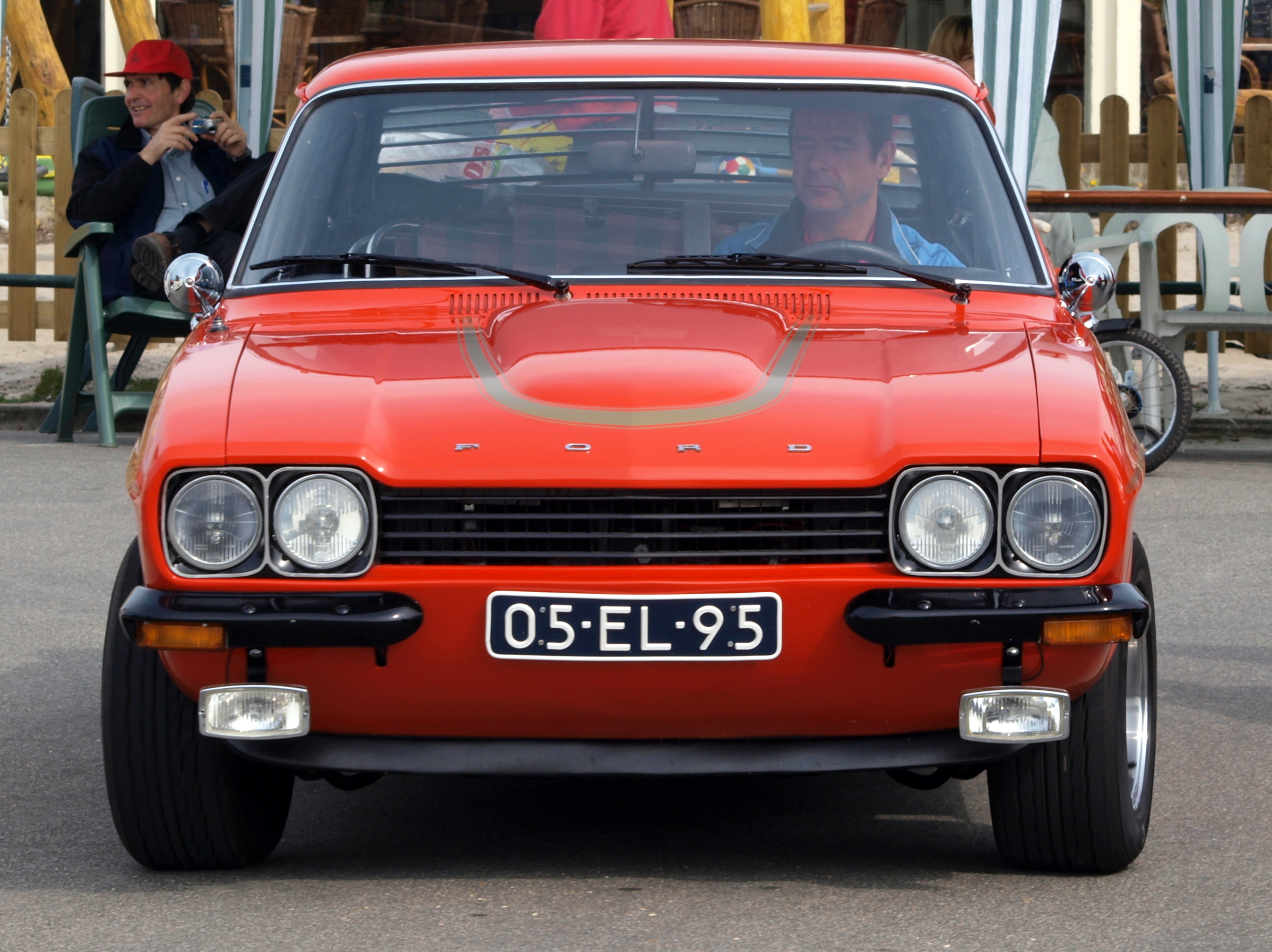
Ford Capri 300GXL de 1974

El Capri fue un cierto éxito, con 400 mil coches vendidos hasta 1970. Ford lo revisó en 1972 y esa versión se conocería por los entusiastas como el Capri «Bis» (i.e. MiG-21bis, o «plus») o, en el Reino Unido, como el «Mk I facelift» Capri.[cita requerida] El coche tenía una suspensión evolucionada y más confortable, faros rectangulares, pilotos traseros alargados y nuevos asientos. Los motores Kent fueron reemplazados por el Pinto y el que antes fuera solo destinado al Reino Unido, el motor del 3000 GT, se empezó a montar también en la fábrica alemana. En el Reino Unido se seguía montando el motor de 2.0 L V4.
En su versión norteamericana, el coche recibió paragolpes redimensionados para cumplir con la nueva ley vigente del año 1973.
En 1973 se registraron las mayores ventas del Capri, con 233.000 vehículos vendidos: el Capri número 1 millón, un RS 2600, se terminó de montar el 29 de agosto.
En diciembre de ese año, Ford dio luz verde al tan esperado RHD RS Capri y cambió el motor V6 Cologne que montaba el RS2600 por el V6 que se usaba en el Capri 3000 para montarlo a los RS3100, que en realidad era el motor 3,0 L V6 Essex, pero con 3098 cm³ (3,1 L; 189,1 plg³) al alargar el diámetro de los cilindros de 93,6 mm (3,69 plg) a 3,75 plg (95,25 mm). A diferencia de su predecesor, dicho motor usaba el mismo carburador Weber de doble cuerpo 40-DFA que el 3000, con una relación de compresión de 9.0:1 y llegó a sacar la misma potencia de 150 CV (148 HP; 110 kW) a las 5.000 rpm que el RS 2600 y un par máximo de 254 N·m (187 lb·pie) a las 3.000 rpm.
Solamente se construyeron 250 RS3100 homologados para la calle en su corta producción de sólo 3 meses entre noviembre de 1973 y enero de 1974, para diferenciar este motor del del Capri 3000, las tapas de las válvulas estaban pintadas de azul y no negro como el Capri 3000, y las culatas estaban pulidas a mano para mejorar el flujo de la mezcla aire/gasolina, también incluía frenos de disco delanteros sobre proporcionados del Granada sedán de 4 puertas , un alerón trasero estándar y una altura de una pulgada menos que el Capri 3000 para mejorar la estabilidad a alta velocidad.
La división Ford Motorsport produjo una edición limitada de 100 unidades con este nuevo motor. Estas unidades estaban destinadas al Grupo 4, y los motores RS3100 fueron retocados por Cosworth, pasando a ser 3412 cm³ (3,4 L; 208,2 plg³), con inyección de gasolina, distribución DOHC con 4 válvulas por cilindro y sacando unos dignos 435 CV (429 HP; 320 kW) para la competición. El coche, además, tuvo retoques aerodinámicos y, en la versión de rallys del RS3100, el motor Cosworth llegó a montarse en la Fórmula 5000 Estadounidense.

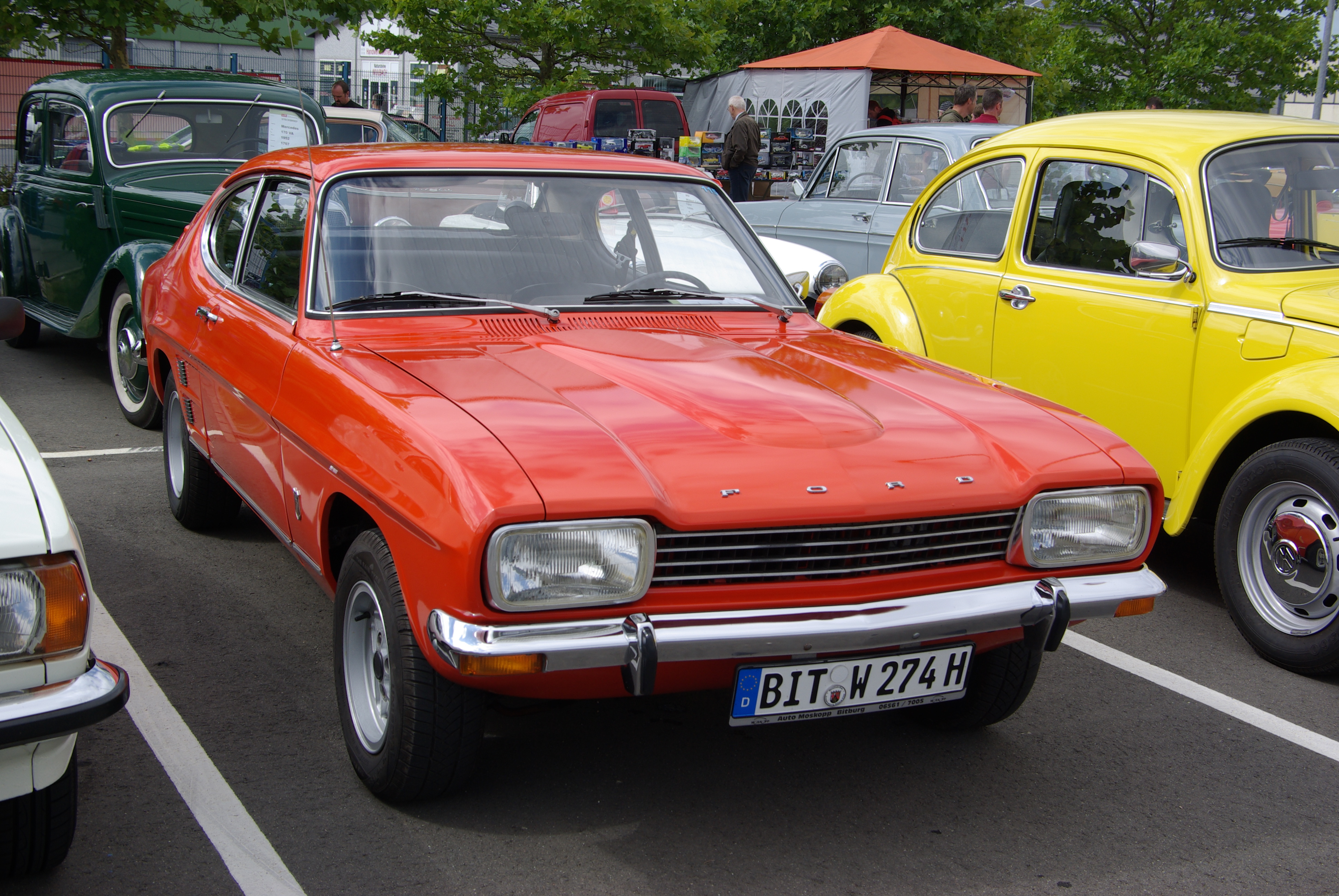
Ford Capri de 1973
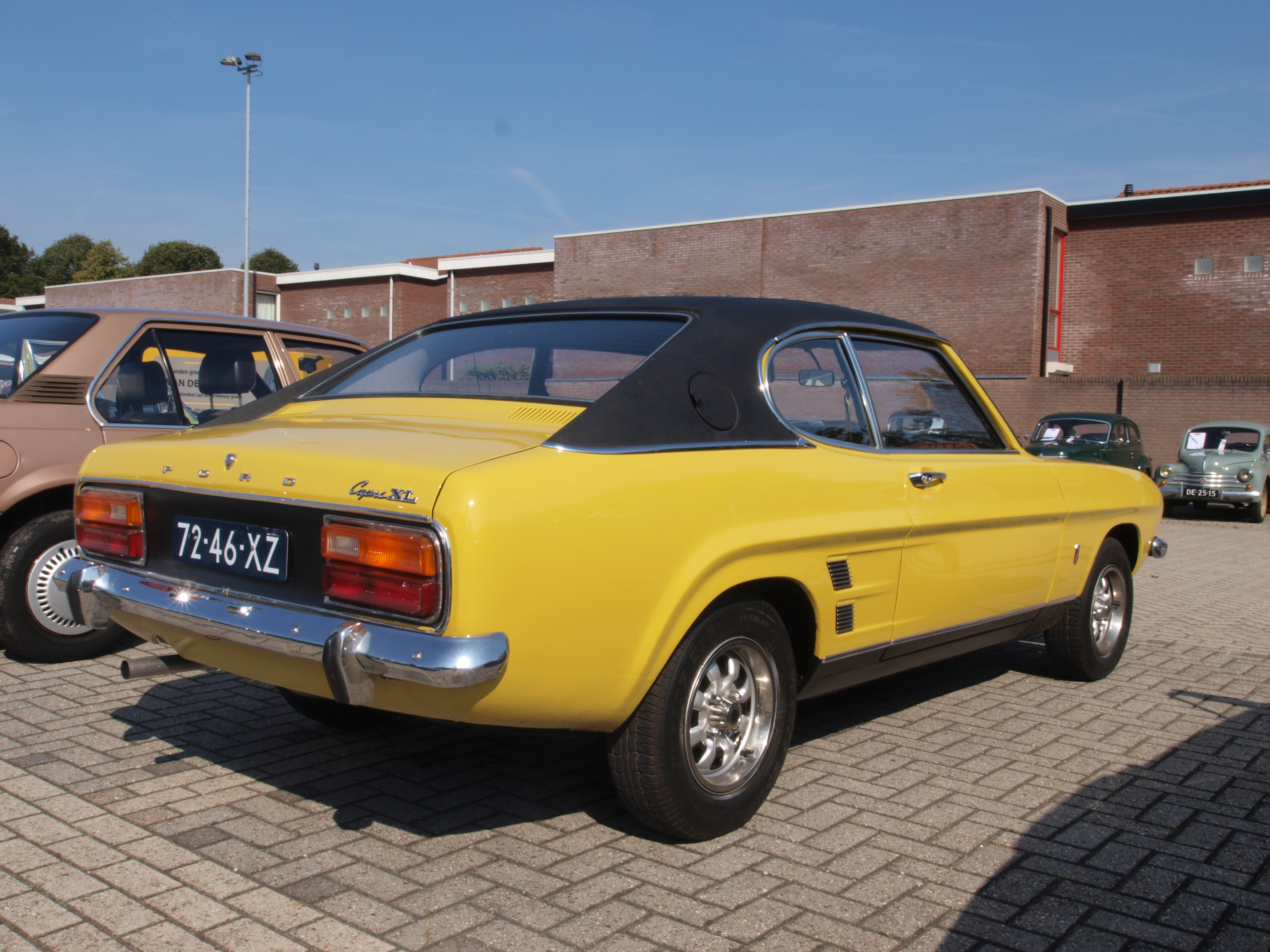
Vista trasera del modelo 1973
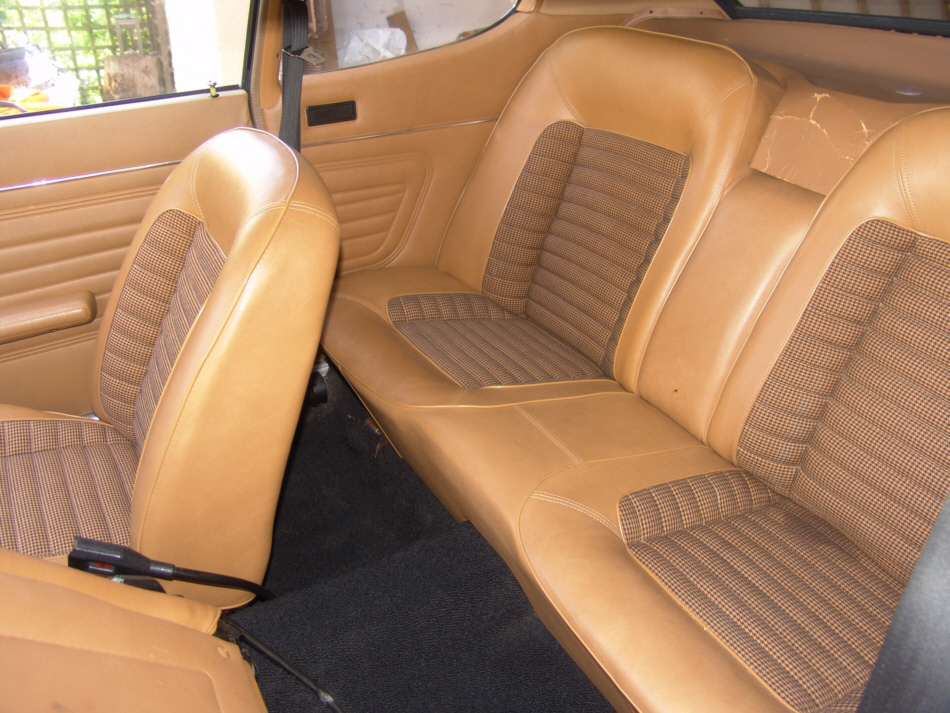
Interior del modelo 1973
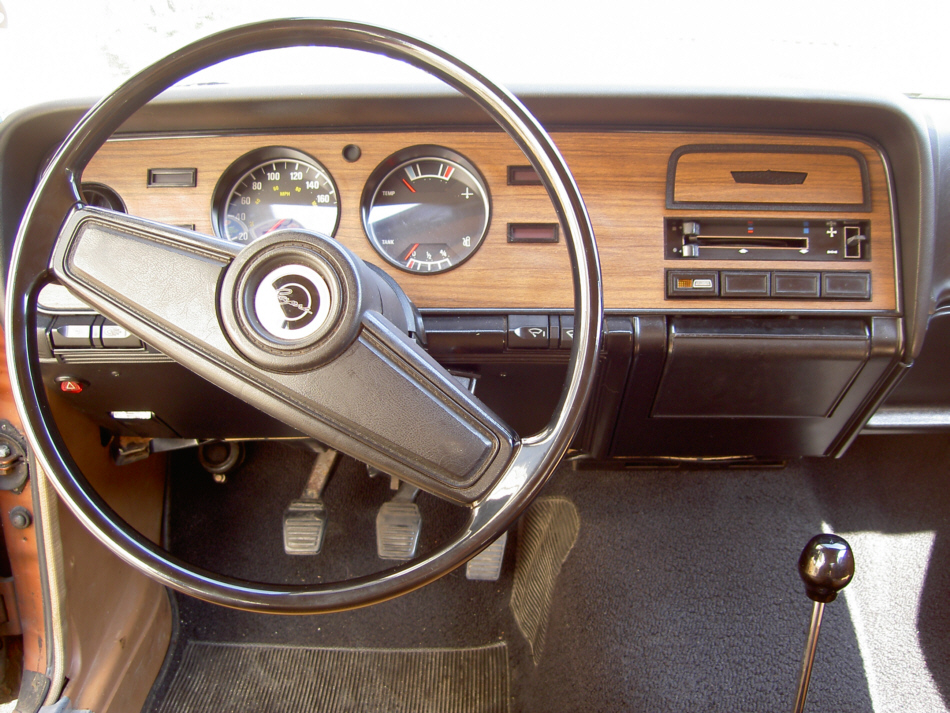
Panel de instrumentos del modelo 1973

## Segunda generación (1974-1978)
El Capri II vio la luz en febrero de 1974. Tras haber vendido 1,2 millones de unidades, y con motivo de la crisis del petróleo de 1973, Ford decidió crear un nuevo coche más apto para el día a día, que tuviera un habitáculo más grande y con adopción del portón trasero al estilo coupé. Dados los estándares de esos días, el Capri II fue un vehículo bien desarrollado con muy buena fiabilidad.

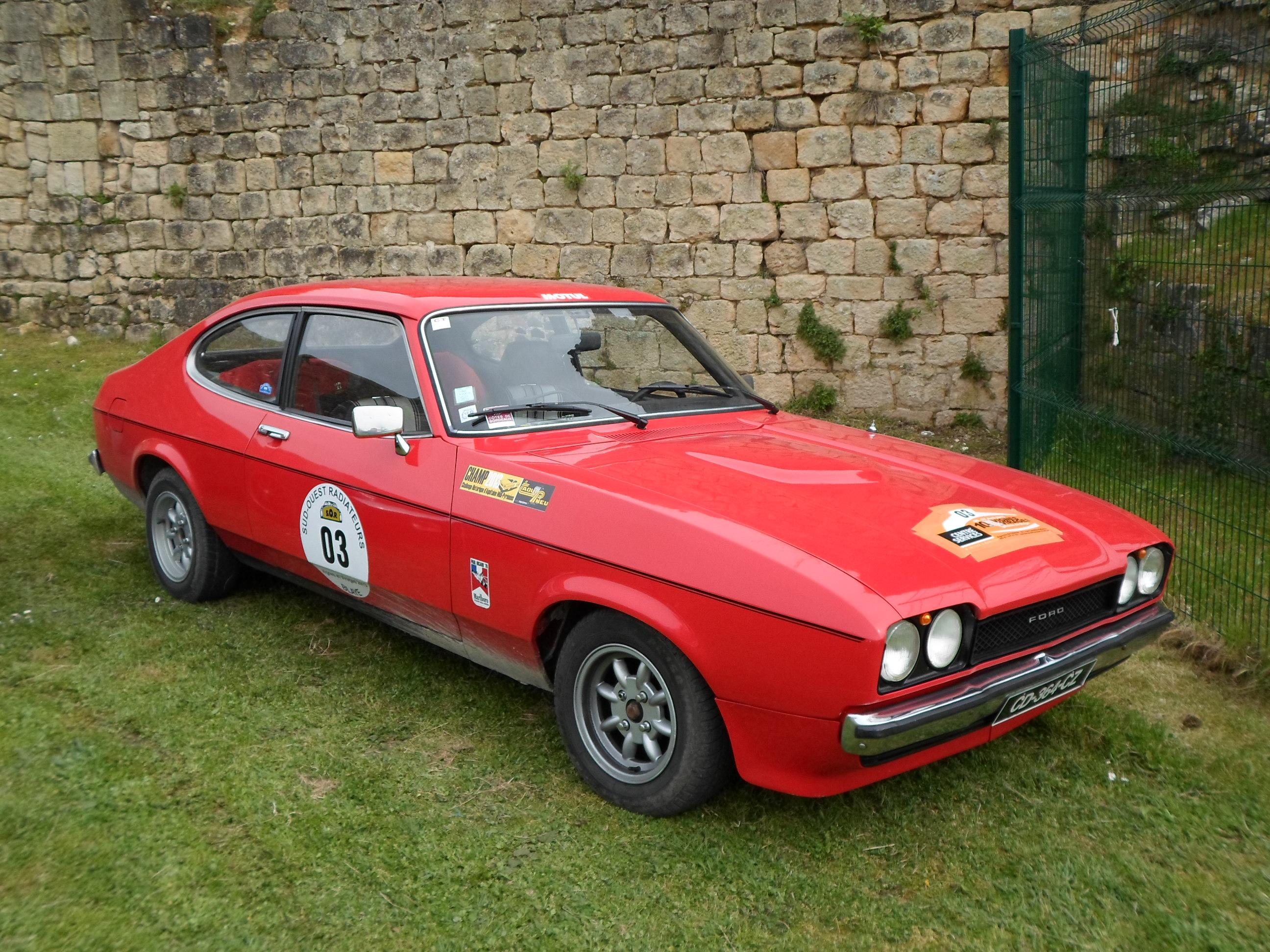
Ford Capri II preparado para motorsport

Para Alemania, el Capri ofrecía ahora un motor de 1.3 litros con 55 CV, un 1.6 litros con 72 CV u otro de 2.0 litros con 88 CV (todos con la configuración de 4 cilindros en línea), y que estaban complementados por un V6 de 2.3 L con 108 CV y el motor hecho en Inglaterra denominado " Essex " V6 de 3.0 L con 138 CV DIN era la opción más potente.
Aunque era mecánicamente similar al Capri I, el Capri II tenía una mayor longitud total, y un salpicadero más moderno con un volante de menor diámetro. El motor Pinto de 2 litros fue introducido para montarse en las versiones Europeas y se montaba como opción por debajo del 3.0L V6. Esta versión del Capri mantenía los faros rectangulares, que fue lo que hizo más fácil distinguir un Mk II de un Mk III. La lista de modificaciones incluía unos discos de freno sobredimensionados, y un alternador tipo estándar de aquella época.
El Capri II estaba disponible en cuatro niveles de equipamiento, el modelo base era el Capri L. Un poco más lujoso fueron las versiones XL y GL, mientras que la versión GT y posteriormente la versión S más bien aborda a los compradores de deportivos. Una nueva adición fue el Capri Ghia, que sustituyó a la antigua versión GXL con un interior más lujoso.
Para seguir haciendo que el coche pareciera un deportivo, Ford introdujo la edición especial John Player Special, (conocida como JPS) en marzo de 1975.  Disponible solo en negro o blanco, el JPS tenía unas líneas doradas al estilo de la Fórmula 1 de aquellos años, también unas llantas en el mismo color y el interior rezumaba color beige y alfombrillas cosidas en negro.  En mayo de 1976, con el descenso de ventas, el modelo 3.0 GT desapareció para dar paso al 3.0 S y a la gama Ghia. En octubre de 1976, la producción fue limitada a la fábrica de Saarlouis, y al año siguiente el Capri dejó el mercado americano con solo 513.500 modelos vendidos.

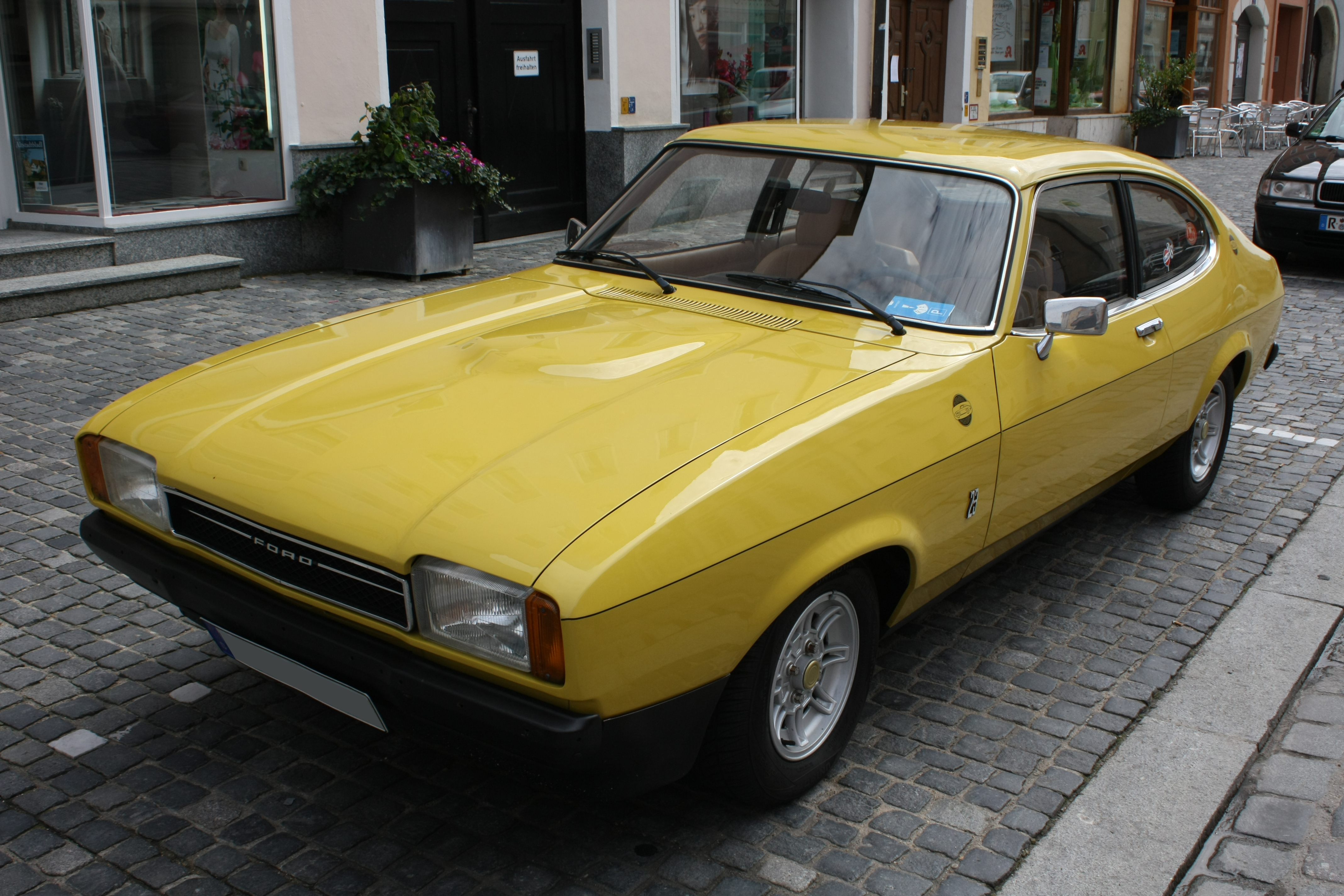
Vista delantera del Ford Capri II GT 1976
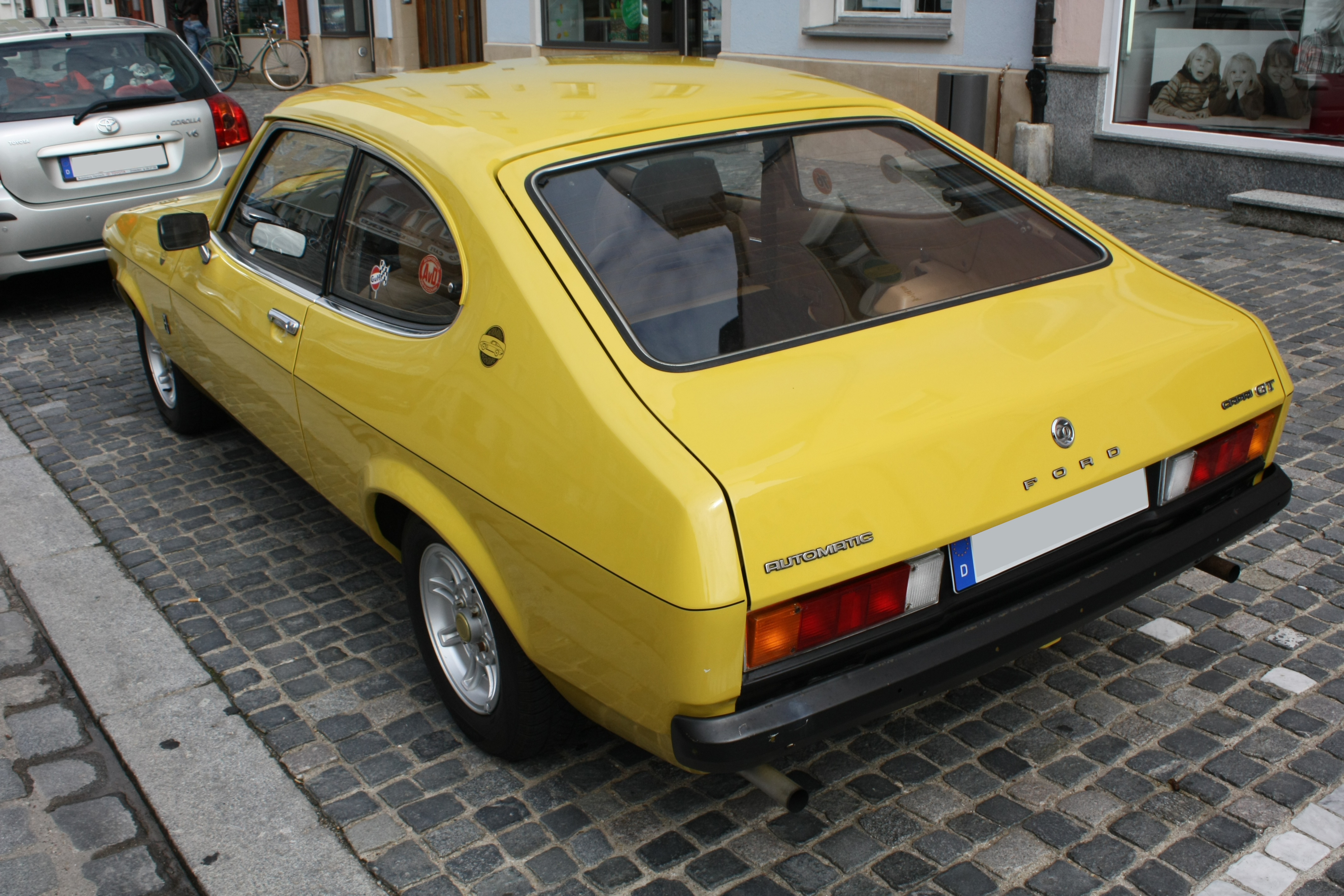
Vista trasera

## Tercera generación (1978-1986)
Originalmente, el Capri III se refirió de forma interna como «Proyecto Carla», y aunque aparentemente fue poco más que una actualización sustancial del Capri II, a menudo se le reconoce como Mk III. Los primeros coches estaban disponibles desde marzo de 1978. Fue mostrado como modelo de concepto en el Salón del Automóvil de Ginebra de 1976: adoptaba un morro muy similar al RS2000 (con cuatro faros y la parrilla negra con franjas horizontales), y con un spoiler trasero, ya mostrado algún tiempo antes del lanzamiento. El Mk III destacó la aerodinámica mejorada, llevando a un funcionamiento y consumo mejorados respecto al Mk II y el frontal con cuatro faros circulares marca de la casa, fue presentado.
En el lanzamiento, las motorizaciones existentes y las combinaciones de transmisión del Capri II fueron transferidos al Capri III, con el modelo 3.0 «S» considerado como el modelo más deseable.
Ford enfocó su atención al mercado del Reino Unido cuando las ventas decayeron, sabiendo que existía cierto culto por el Capri en la zona. A diferencia de las ventas del Cortina contemporáneo de 4 puertas, las ventas del Capri en Gran Bretaña eran por parte de compradores privados. Ford trató de mantener el interés con el paquete deportivo Ford Rallye, la Serie X, «X-Pack» con componentes orientados a un mayor rendimiento, disponible desde 1977 a 1980.
A pesar de ser el modelo deportivo más popular en Gran Bretaña durante la mayor parte de su vida de producción, la tercera generación del Capri era también uno de los coches más sustraídos en Gran Bretaña durante los años 1980 y a principios de los años 1990, siendo clasificado como un vehículo con un alto riesgo de robo.
La serie 3.0 S fue usada en la serie de TV británica The Professionals, con los dos protagonistas conduciendo sendos Capris.
La producción del Capri para el mercado Europeo finaliza el 30 de noviembre de 1984.
A finales de 1986 Ford lanza la versión final del Capri, el 280 o Brooklands, con un interior de cuero y llantas de 15 pulgadas, todos pintados en el mismo tono de Verde llamado "Brooklands" , se fabrican 1038 unidades, de las cuales unas 130 cuentan con motores Turboalimentados preparados por la empresa Turbo Technics, los cuales tienen 200CV en vez de los 160 del 2.8i normal, su precio era de unas £12.000, un precio elevado en la época, de hecho el último no se llega a Matricular hasta el 20 de noviembre de 1989, y existen 3 unidades que jamás se han matriculado.
La fabricación para el mercado Británico finaliza el 19 de diciembre de 1986, el número total de unidades fabricadas es de 1.886.647.

### Variantes del Capri III
| - L (1.3, 1.6) - LS (1.6) - GL (1.6, 2.0) - S (1.6, 2.0, 2.3, 3.0) - Láser (1.6, 2.0) | - Ghia (2.0, 2.3, 3.0) - 2.8 Injection (2.8) - 2.8 Injection Special (2.8) - 280 (2.8) |

La adición especial limitada ajustó modelos:
- Cabaret I y II (1.6, 2.0)
- Calypso(1.6)
- Cameo (1.3, 1.6)
- GT4 (1.6, 2.0)
- Tempo (1.3, 1.6)

### Los modelos 2.8 (Injection)

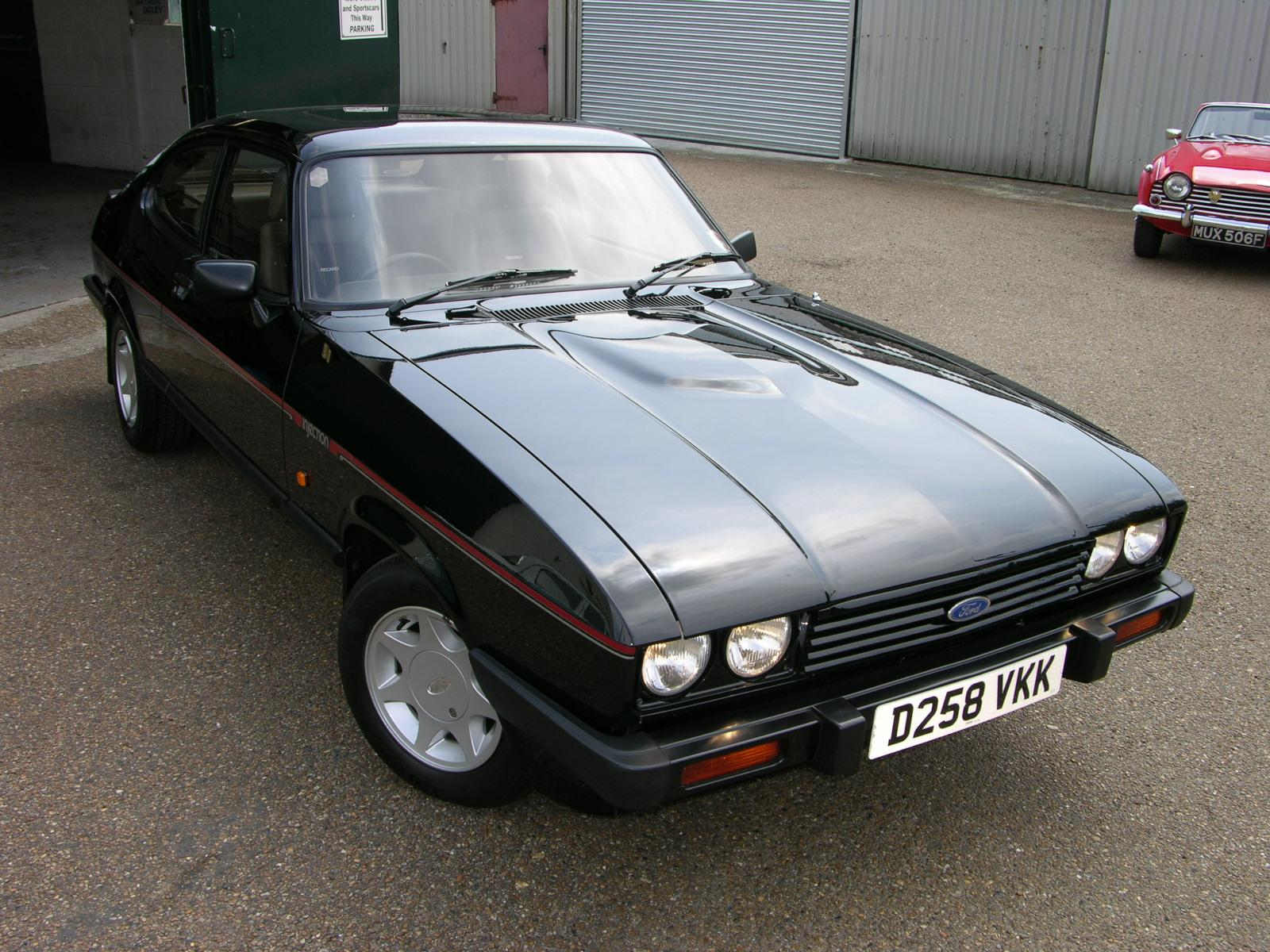
Ford Capri 2.8 Injection de 1987

El Capri 3.0 deja de fabricarse en 1981, mientras una nueva versión deportiva, llamada 2.8 Injection, debutó en el Salón del automóvil de Ginebra. El nuevo modelo era el primero de gran serie que, desde el RS2600, empleaba inyección de combustible. La potencia ascendió a 162 cv (118 kws) que daban una velocidad punta de 210 kilómetros/h (130 millas por hora), pero el coche todavía tenía una caja de cambios estándar de cuatro velocidades. El famoso Capri 2.8 Inyección reanimó la gama y estuvo en producción dos o tres años más de los que la Ford había planificado. La caja de cambios de cuatro velocidades fue sustituida por una unidad de cinco, años más tarde.
Una mejora más sustancial fue presentada en 1984 con el 2.8 Injection Special. Este modelo tenía asientos con mitad de cuero e incluyó un diferencial autoblocante. Por fuera el coche fácilmente podría ser distinguido por las llantas RS de 7 radios (sin el logo  "RS" ya que este no era un vehículo RS) y el color de la parrilla y las cubiertas de faros del mismo color que la carrocería. Al mismo tiempo, la versión 2.0 L fue convertida en el modelo 2.0 S, que adoptó una suspensión ligeramente modificada respecto al 2.8 Injection. También redujeron la gama 1.6 a un único modelo, el 1.6 LS.

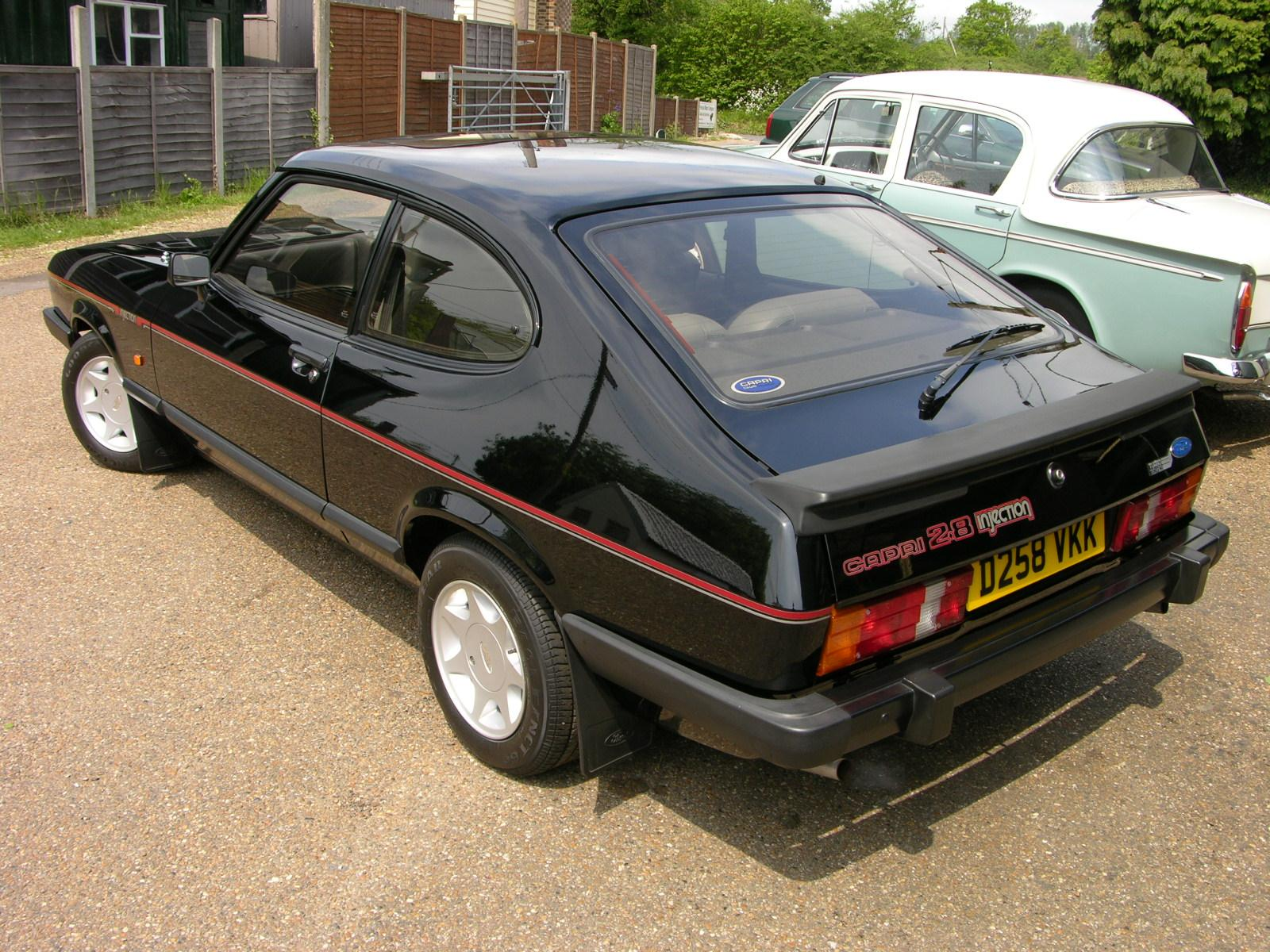
Vista trasera del Ford Capri 1987
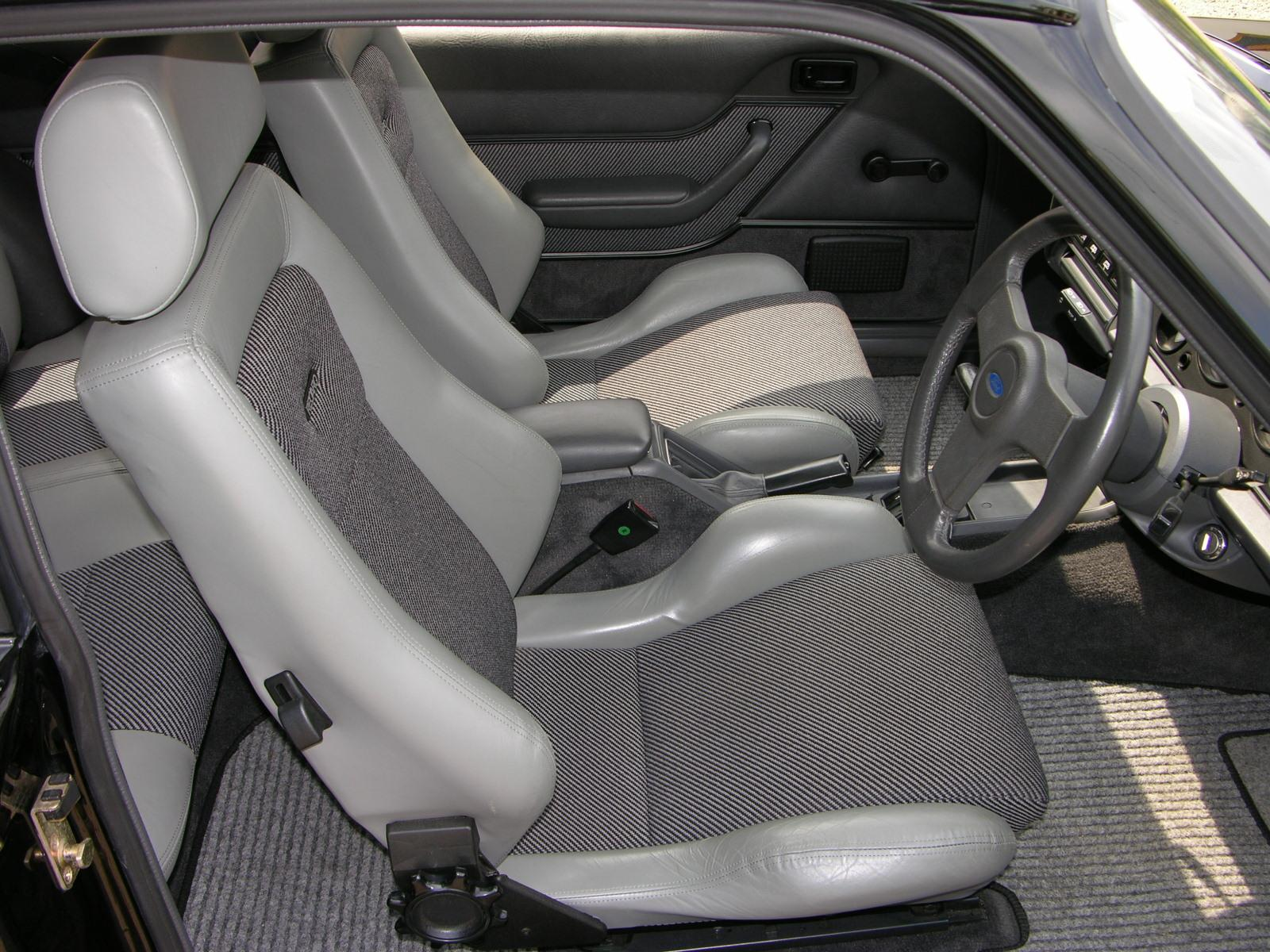
Interior del Ford Capri 1987
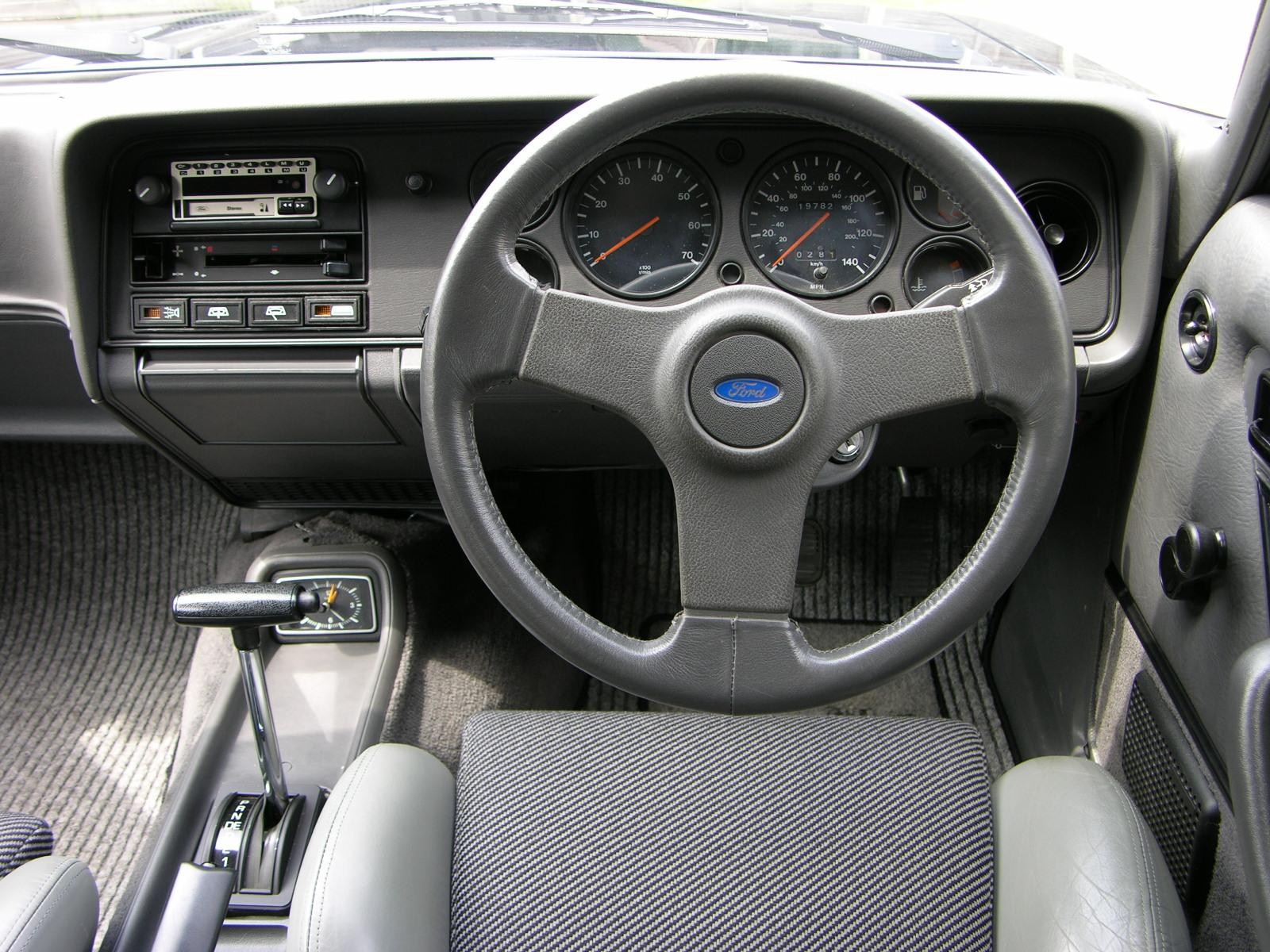
Panel de instrumentos del Ford Capri 1987